# Tempest (álbum de Bob Dylan)
Tempest  —en español: Tempestad— es el trigésimo quinto álbum de estudio del músico estadounidense Bob Dylan, publicado por la compañía discográfica Columbia Records en septiembre de 2012.
Al igual que sus anteriores trabajos, Together Through Life y Christmas in the Heart, ambos publicados en 2009, Dylan grabó Tempest en los estudios de grabación Groove Master de Santa Mónica (California) con el respaldo de los músicos habituales en su gira Never Ending Tour y con la colaboración del guitarrista de Los Lobos David Hidalgo. Además, el álbum incluye una fusión de géneros musicales como el blues, el country, el folk y el swing, en la línea de trabajos como "Love and Theft" y Modern Times, que el propio músico también produjo bajo el seudónimo de Jack Frost.
Desde su publicación, la mayoría de la crítica musical describió Tempest como uno de sus mejores trabajos y elogió sus influencias musicales tradicionales y las letras sombrías. Al respecto, Will Hermes describió el sonido de Tempest en su crónica para la revista Rolling Stone como «el álbum más oscuro del catálogo de Dylan», mientras que el periodista Randall Roberts destacó la lírica de Dylan en su reseña para el diario Los Angeles Times diciendo: «Pocos escritores americanos, salvo Mark Twain, han hablado con tanta elocuencia y consistencia a un ritmo tan rápido y honesto, y la evidencia continúa en Tempest».
Sin embargo, el éxito comercial de Tempest fue menor en comparación con su antecesor, Together Through Life, que alcanzó el número uno en Estados Unidos y Reino Unido en 2009: mientras en países europeos como Alemania, Austria, Dinamarca, Noruega, Países Bajos y Suecia se alzó a la primera posición de los discos más vendidos, en Estados Unidos y Reino Unido llegó al tercer puesto en las listas Billboard 200 y UK Albums Chart respectivamente.
En su edición de diciembre, Rolling Stone colocó el álbum en el puesto cuatro de la lista de mejores discos del 2012, y la canción «Pay in Blood» en el puesto nueve de la lista de las mejores canciones del año.

## Historia
Las sesiones de grabación de Tempest tuvieron lugar en los estudios privados Groove Master, propiedad de Jackson Browne, entre enero y marzo de 2012, durante los cuales Dylan no ofreció conciertos en su habitual gira Never Ending Tour. Su último concierto en 2011 tuvo lugar el 21 de noviembre en el Hammersmith Apollo de Londres, y comenzó 2012 con un concierto en Río de Janeiro, Brasil, el 15 de abril.
La primera información sobre el álbum fue facilitada por David Hidalgo, miembro de Los Lobos y habitual colaborador de Dylan. En una entrevista ofrecida al diario The Aspen Times el 9 de marzo, Hidalgo adelantó que había participado recientemente en la grabación de Tempest en los estudios Groove Master de Los Ángeles (California), donde Dylan grabó con anterioridad los álbumes Together Through Life y Christmas in the Heart. Además de tocar la guitarra y el acordeón, Hidalgo añadió al álbum sonidos como el del tres, un instrumento musical cubano derivado de la guitarra. Según el propio Hidalgo: «Dylan preguntó: «Eh, ¿qué es eso?». Le gustó el sonido, de modo que lo metimos en el álbum».
Inmerso en una gira europea, y tras recibir la Medalla Presidencial de la Libertad de manos del Presidente de los Estados Unidos Barack Obama el 29 de mayo, Dylan confirmó oficialmente la publicación de Tempest el 16 de julio mediante un comunicado a través de su página web, en el que se desveló la lista de canciones y la portada del álbum. Dos días después, su página web confirmó una nueva gira por Norteamérica en otoño, con Mark Knopfler como telonero.
Tras el anuncio, la revista Rolling Stone adelantó que la canción «Tempest», de 14 minutos de duración, relata una historia sobre el transatlántico RMS Titanic y que incluye referencias a la película de James Cameron Titanic, mientras que la canción «Roll On John» es un tributo a John Lennon, con referencias a algunas de sus canciones como «Come Together» y «A Day in the Life».
El primer sencillo del álbum, «Duquesne Whistle», fue publicado en formato de descarga digital y en streaming a través de la web de NPR el 28 de agosto. Previo a la publicación del primer sencillo, varios segmentos de «Early Roman Kings» y «Scarley Town» aparecieron en la serie de televisión Strike Back: Vengeance, el primero en un anuncio de Cinemax y el segundo en los créditos de los dos primeros episodios, ambos emitidos el 17 de agosto.

## Recepción
Tras su publicación, Tempest obtuvo reseñas positivas de gran parte de la prensa musical, citando el álbum como uno de los mejores trabajos de Dylan. En su reseña para la revista musical Rolling Stone, el periodista Will Hermes otorgó al álbum la máxima puntuación y lo definió como «musicalmente variado y lleno de curvas», así como «el álbum más oscuro del catálogo de Dylan». Según Hermes, el álbum se basa en elementos comunes en la trayectoria de Dylan, especialmente en los tres últimos álbumes, con música «construida a partir de formas tradicionales y sobre la base de temas eternos: amor, lucha y muerte». Acerca de la lírica, Helmes comentó: «Líricamente, Dylan está en la cima de su juego, bromeando, haciendo juegos de palabras y alegorías que evaden lecturas patentes y citando palabras de otros amigos como un cantante de rap encendido. "Narrow Way" es una de las canciones rockeras más potentes de Dylan en años, y toma prestado el estribillo de "You'll Work Down to Me Someday", un blues de los Mississippi Sheiks de 1934. "Scarlet Town" dibuja versos del poeta y abolicionista del siglo XIX John Greenleaf Whitter, además de alusiones a Louis Armstrong y los Isley Brothers».
Según Hermes, en el álbum destacan dos canciones, «Tempest» y «Roll On, John». El tema que da título al álbum, que trata sobre el hundimiento del RMS Titanic, es una epopeya de catorce minutos con cuarenta y cinco versos y ningún estribillo, con una melodía irlandesa acompañada por un acordeón y un violín. La canción narra escenas de pasajeros hundiéndose en las aguas heladas del Atlántico, de cuerpos muertos «flotando alrededor», y de hombres contra otros hombres en actos crueles, en contraste con otros actos heroicos, como el de un hombre «que ofrece su sitio en un bote salvavidas a un niño asustado». Por su parte, «Roll On, John» es, según Helmes, «una oración de un gran artista a otro», y sirve para recordar que «Dylan es prácticamente el único entre sus compañeros de la década de 1960. Su última escena, mientras tanto, se sigue rodando. Es algo digno de contemplar».
En su reseña para American Songwriter, Jim Beviglia dio al álbum cuatro estrellas y media sobre un total de cinco, y lo definió como «el tipo de carne en oferta que sus seguidores más ardientes desean». Beviglia describió que «el engañoso y suave pasaje instrumental al comienzo de «Duquesne Whistle» es un comienzo perfecto para un álbum de repentinas yuxtaposiciones y cambios en el estado de ánimo, que no solo ocurren entre una canción y otra, sino también dentro de las estrofas». Según el periodista: «Desde el fácil tempo de «Soon After Midnight», el blues de «Narrow Way» y las líneas de guitarra en «Long and Wasted Years», Dylan capta humanidad, en toda su defectuosa gloria, en todas partes». Además, reconoce con claridad antecedentes musicales en varias de las canciones: «Duquesne Whistle» en «Thunder on the Mountain», «Scarlet Town» en «Ain't Talkin'», «Tin Angel» en «Man in the Long Black Coat», «Early Roman Kings» en el blues de Muddy Waters «Mannish Boy», y «Pay In Blood» en «Idiot Wind» y «Like a Rolling Stone».
Beviglia también señala que las últimas tres canciones del álbum «deberían silenciar cualquier duda, si existiesen, de que Dylan aún está en lo alto de su juego». El periodista describió «Tin Angel», la primera de las tres canciones, como «una historia de un triángulo amoroso que provee gran cantidad de forraje para dylanólogos en busca de símbolos y mensajes ocultos», y «Tempest» como una metáfora de cómo «la humanidad se dirige, sin saberlo, a un destino desafortunado, mientras Dylan examina la reacción de la gente, algunos de forma noble, otros de forma horrible, cuando se someten a la última prueba». Beviglia concluye diciendo: «A diferencia del vigilante del Titanic, dormido en su puesto, los ojos de Dylan están más abiertos que nunca, especialmente cuando echa la vista atrás. En este álbum, describe lo que ve con su típica visión, con destreza y honestidad, y aun sigue teniendo métodos de hacerlo, haciendo añicos cualquier expectativa. Tempest es fantástico, pero sentirse impresionado por Dylan es algo muy viejo. Que él tenga todavía formas de sorprendernos es un logro más allá de cualquier comprensión».
El periodista Randall Roberts escribió en su crónica para el diario Los Angeles Times: «Pocos escritores americanos, salvo Mark Twain, han hablado con tanta elocuencia y consistencia a un ritmo tan rápido y honesto, y la evidencia continúa en Tempest». Según Randall, el álbum revela a un «maestro de la narración en el trabajo, ya que Dylan continúa explorando las diferentes vertientes de las raíces musicales americanas que internalizó a medida que maduraba». Según Roberts: «En sus mejores momentos, canciones nuevas como "Scarlet Town", "Tin Angel" y "Roll On, John" muestran a un artista arremolinándose en la repetición musical y en la diversión de la longevidad. Cada una es más larga de siete minutos y cada una merece ser escuchada hasta que termina. Mezcla estas largas narraciones con gemas de cuatro minutos de duración, elaboradas por expertos, que flotan como aves talladas en madera que renacen, especialmente "Long and Wasted Years", una canción amarga sobre un matrimonio roto».

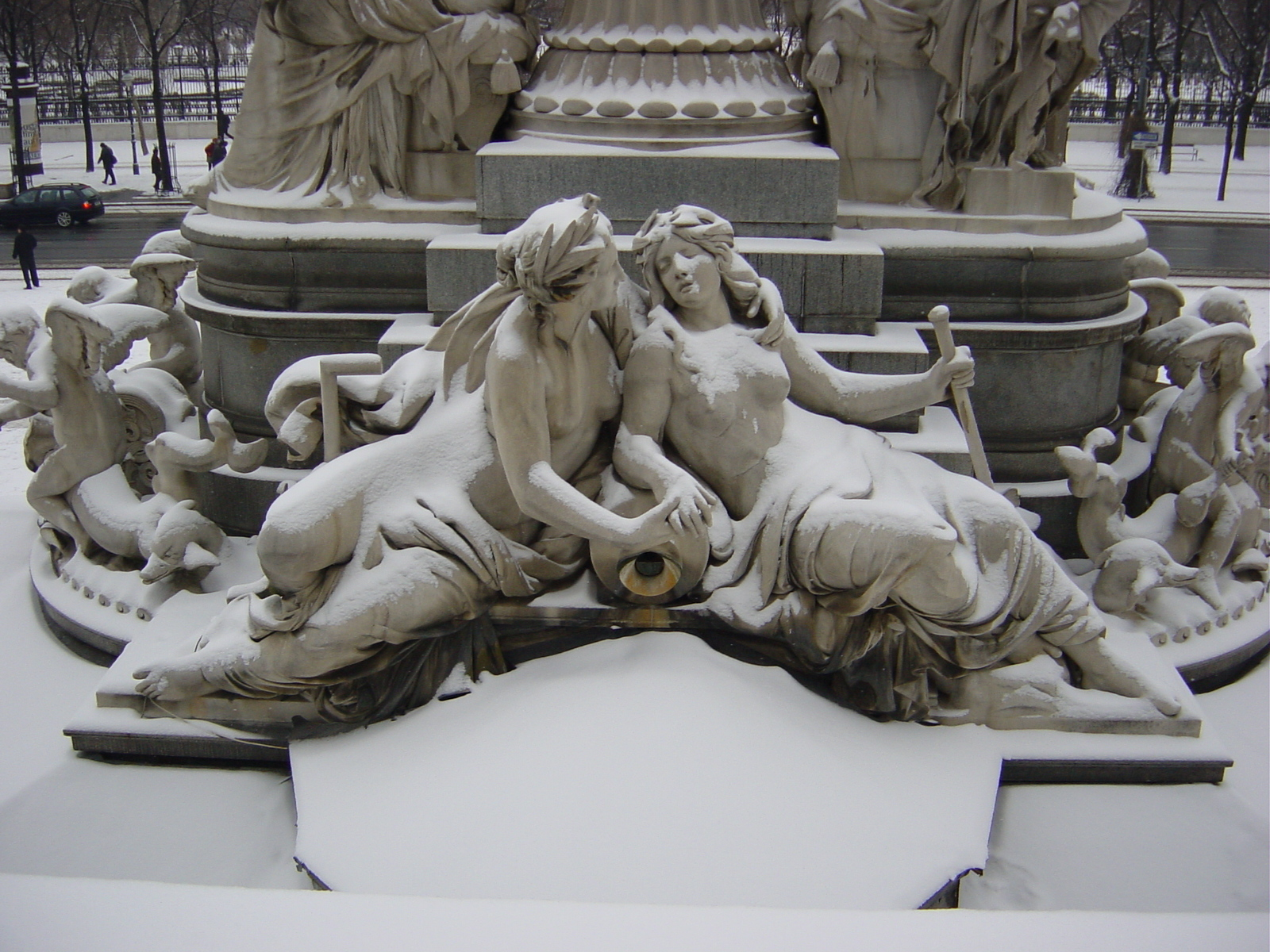
Detalle de la escultura dedicada a la diosa griega Atenea, localizada frente al Parlamento de Austria, y cuya imagen se usó para la portada de Tempest.

Sin embargo, Randall fue menos entusiasta con los temas más duraderos, tales como «Narrow Way» y «Tempest», y comentó que «incluso un maestro artesano a veces necesita un editor». Otros críticos como Alex Petridis restaron importancia a los superlativos de otros periodistas, que calificaron Tempest como uno de los mejores trabajos de Dylan, y otorgó al álbum una calificación de cuatro sobre cinco estrellas en su reseña para el periódico The Guardian.
A finales de 2012, varios medios de comunicación situaron el álbum como uno de los mejores discos del año: Rolling Stone colocó el álbum en el puesto cuatro de la lista de mejores discos del 2012, mientras que la revista Mojo situó el álbum en el puesto diez y la revista Paste en el puesto veintiséis. En España, la publicación digital Efe Eme situó a Tempest como el mejor disco internacional del año.

## Portada y título del álbum
La portada de Tempest incorpora una imagen teñida en rojo de una de las esculturas presente en la fuente de Palas Atenea, frente al Parlamento de Austria en Viena. La estatua es una de las cuatro figuras presentes en la plataforma de la fuente y que personifican los principales ríos de Austria y Hungría: el Danubio, el  Eno, el Elba y el Moldava, siendo la figura del álbum la representante del río Moldava. La escultura fue tallada por el escultor Carl Kundmann entre 1893 y 1902 y se basa en los planos originales de Theophil Hansen.
Por su parte, el título del álbum dio origen a especulaciones sobre si podía ser el último trabajo de Dylan, debido a su similitud con La tempestad, la última obra del dramaturgo inglés William Shakespeare. Sin embargo, el propio Dylan disipó el rumor: «La última obra de teatro de Shakespeare se llamó The Tempest. No se llamó solamente Tempest. El nombre de mi disco es simplemente Tempest. Son dos títulos diferentes».

## Lista de canciones
Todas las canciones escritas y compuestas por Bob Dylan excepto donde se anota. 
| N.º | Título                  | Escritor(es)             | Duración |  |
| 1.  | «Duquesne Whistle»      | Bob Dylan, Robert Hunter | 5:43     |  |
| 2.  | «Soon After Midnight»   |                          | 3:27     |  |
| 3.  | «Narrow Way»            |                          | 7:28     |  |
| 4.  | «Long and Wasted Years» |                          | 3:46     |  |
| 5.  | «Pay in Blood»          |                          | 5:09     |  |
| 6.  | «Scarlet Town»          |                          | 7:17     |  |
| 7.  | «Early Roman Kings»     |                          | 5:16     |  |
| 8.  | «Tin Angel»             |                          | 9:05     |  |
| 9.  | «Tempest»               |                          | 13:54    |  |
| 10. | «Roll On John»          |                          | 7:24     |  |

## Personal
| Músicos - Bob Dylan: voz, guitarra y piano - Tony Garnier: bajo - George G. Receli: batería - Donnie Herron: steel guitar, banjo, violín y mandolina - Charlie Sexton: guitarra - Stu Kimball: guitarra - David Hidalgo: guitarra, acordeón y violín | Equipo técnico - William Claxton: fotografía - Scott Litt: ingeniero de sonido, grabación y mezclas - Dana Nielsen: grabación y mezclas - John Shearer: fotografía - Coco Shinomiya: diseño de álbum - Shutterstock / A. Längauer: fotografía de portada - Albert Watson: fotografía |

## Posición en listas
| País              | Lista                    | Posición |
| ----------------- | ------------------------ | -------- |
| Alemania          | Media Control Charts     | 2        |
| Australia         | ARIA Albums Chart        | 8        |
| Austria           | Ö3 Austria Top 40        | 1        |
| Bélgica (Flandes) | Ultratop 200 Albums      | 6        |
| Bélgica (Valonia) | Ultratop 200 Albums      | 2        |
| Canadá            | Canadian Albums Chart    | 4        |
| Dinamarca         | Album Top 40             | 1        |
| España            | Promusicae Music Charts  | 2        |
| Estados Unidos    | Billboard 200            | 3        |
| Estados Unidos    | Top Internet Albums      | 4        |
| Estados Unidos    | Top Rock Albums          | 2        |
| Finlandia         | Albums Top 50            | 3        |
| Francia           | SNEP Albums Chart        | 6        |
| Italia            | IFPI Italia              | 2        |
| Noruega           | VG-lista Top 40 Albums   | 1        |
| Nueva Zelanda     | New Zealand Albums Chart | 2        |
| Países Bajos      | Mega Albums Top 100      | 1        |
| Portugal          | Top 30 Albums            | 4        |
| Reino Unido       | UK Albums Chart          | 3        |
| Suecia            | Albums Top 60            | 1        |
| Suiza             | Swiss Top Albums 100     | 2        |

| Sencillo           | País              | Lista                 | Posición |
| ------------------ | ----------------- | --------------------- | -------- |
| «Duquesne Whistle» | Bélgica (Flandes) | Ultratop Singles      | 71       |
| «Duquesne Whistle» | Japón             | Japan Hot 100 Singles | 60       |